# Силаев, Захар Иванович
Захар Иванович Силаев (1895—1966) — генерал-майора интендантской службы, участник Гражданской и Великой Отечественной войн.

## Биография
Захар Силаев родился в 1895 году. В июне 1919 года добровольно пошёл на службу в Рабоче-крестьянскую Красную Армию. Участвовал в боях Гражданской войны в составе 3-й лёгкой артиллерийской дивизии и 36-й стрелковой дивизии Южного фронта.
В послевоенное время служил в артиллерийских частях и органах артиллерийского снабжения. В начале Великой Отечественной войны, будучи заместителем начальника Управления снабжения боеприпасами Главного Артиллерийского управления РККА, организовывал эвакуацию в глубокий тыл артиллерийских баз и складов, позднее занимался их возвращением на отбитые у противника территории, организовывал восстановление разрушенных войной производств.
Закончил службу в звании генерал-майора интендантской службы. 
Умер в 1966 году, похоронен на Новодевичьем кладбище Москвы.
Был награждён орденами Ленина, Красного Знамени, Трудового Красного Знамени, Красной Звезды, «Знак Почёта» и рядом медалей.